# Funzione localmente integrabile
In matematica, una funzione localmente integrabile è una funzione che è integrabile su ogni sottoinsieme compatto del dominio.
Detto {\displaystyle U} un insieme aperto nello spazio euclideo {\displaystyle \mathbb {R} ^{n}} e {\displaystyle f\colon U\to \mathbb {C} } una funzione misurabile rispetto alla sigma-algebra di Lebesgue, se l'integrale di Lebesgue:
{\displaystyle \int _{K}|f|\,d\mu }
esiste finito per ogni sottoinsieme compatto {\displaystyle K} in {\displaystyle U}, allora {\displaystyle f} è detta localmente integrabile. 
Le funzioni localmente integrabili giocano un ruolo importante nella teoria delle distribuzioni, e compaiono nel teorema di Radon-Nikodym.

## Definizione alternativa
Sia {\displaystyle \Omega } un insieme aperto di {\displaystyle \mathbb {R} ^{n}} e {\displaystyle C_{c}^{\infty }(\Omega )} l'insieme delle funzioni infinitamente differenziabili {\displaystyle \varphi \colon \Omega \to \mathbb {C} } a supporto compatto definite su {\displaystyle \Omega }. Una funzione {\displaystyle f\colon \Omega \to \mathbb {C} } tale che:
{\displaystyle \int _{\Omega }|f\varphi |\,\mathrm {d} x<+\infty ,\qquad \forall \varphi \in C_{c}^{\infty }(\Omega )}
è detta localmente integrabile. L'insieme di tutte queste funzioni è denotato con {\displaystyle L_{\mathrm {loc} }^{1}(\Omega )}.
Questa definizione trova le sue radici nell'approccio alla teoria della misura e dell'integrazione basato sul concetto di operatore lineare continuo in uno spazio vettoriale topologico, sviluppato dal gruppo Nicolas Bourbaki e altri, ed utilizzato spesso nell'ambito dell'analisi funzionale. In particolare la definizione di funzionali lineari tramite integrali di nucleo {\displaystyle f} è una pratica utilizzata nella teoria delle distribuzioni, dove in tal caso le funzioni {\displaystyle \varphi } sono dette funzioni di test. 
Si tratta di una definizione equivalente a quella standard, data in apertura, ossia:
{\displaystyle \int _{K}|f|\,\mathrm {d} x<+\infty ,\quad \forall \,K\subset \Omega ,\,K{\text{ compatto}}}
se e solo se:
{\displaystyle \int _{\Omega }|f\varphi |\,\mathrm {d} x<+\infty ,\quad \forall \,\varphi \in C_{\mathrm {c} }^{\infty }(\Omega ).}

### Dimostrazione
Infatti, sia {\displaystyle \varphi \in C_{c}^{\infty }(\Omega )}. Essendo una funzione misurabile limitata dalla sua norma uniforme {\displaystyle \|\varphi \|} ed avendo un supporto {\displaystyle K} compatto per la definizione standard, si ha:
{\displaystyle \int _{\Omega }|f\varphi |\,\mathrm {d} x=\int _{K}|f|\,|\varphi |\,\mathrm {d} x\leq \|\varphi \|_{\infty }\int _{K}|f|\,\mathrm {d} x<+\infty .}
Per mostrare l'implicazione inversa, sia {\displaystyle K} un sottoinsieme compatto di {\displaystyle \Omega }. Si vuole innanzitutto costruire una funzione di test {\displaystyle \varphi _{K}\in C_{c}^{\infty }(\Omega )} che maggiora la funzione indicatrice {\displaystyle \chi _{K}} di {\displaystyle K}. La distanza (insiemistica) tra {\displaystyle K} e la sua frontiera {\displaystyle \partial K} è strettamente maggiore di zero, ovvero:
{\displaystyle \Delta :=d(K,\partial \Omega )>0}
ed è quindi possibile scegliere un numero reale {\displaystyle \delta } tale per cui {\displaystyle \Delta >2\delta >0} (se {\displaystyle \partial K} è vuoto si prende {\displaystyle \Delta =\infty }). Siano ora {\displaystyle K_{\delta }} e {\displaystyle K_{2\delta }} gli intorni chiusi di {\displaystyle K} aventi rispettivamente raggio {\displaystyle \delta } e {\displaystyle 2\delta }. Essi sono compatti e soddisfano:
{\displaystyle K\subset K_{\delta }\subset K_{2\delta }\subset \Omega ,\qquad d(K_{\delta },\partial \Omega )=\Delta -\delta >\delta >0.}
Grazie alla convoluzione {\displaystyle *} si definisce la funzione {\displaystyle \varphi _{K}\in C_{c}^{\infty }(\Omega )} come:
{\displaystyle \varphi _{K}(x)={\chi _{K_{\delta }}\ast \varphi _{\delta }(x)}=\int _{\mathbb {R} ^{n}}\chi _{K_{\delta }}(y)\,\varphi _{\delta }(x-y)\,\mathrm {d} y,}
dove {\displaystyle \varphi _{\delta }} è un mollificatore. Dal momento che {\displaystyle \varphi _{K}(x)=1} per tutti gli {\displaystyle x\in K} si ha che {\displaystyle \chi _{K}\leq \varphi _{K}}. 
Se {\displaystyle f} è una funzione localmente integrabile rispetto alla seconda definizione si ha:
{\displaystyle \int _{K}|f|\,\mathrm {d} x=\int _{\Omega }|f|\chi _{K}\,\mathrm {d} x\leq \int _{\Omega }|f|\varphi _{K}\,\mathrm {d} x<+\infty }
e poiché questo vale per ogni sottoinsieme compatto {\displaystyle K} di {\displaystyle \Omega }, {\displaystyle f} è localmente integrabile anche rispetto alla prima definizione.

## Generalizzazione
Sia {\displaystyle \Omega } un aperto di {\displaystyle \mathbb {R} ^{n}} e {\displaystyle f\colon \Omega \to \mathbb {C} } una funzione misurabile rispetto alla sigma-algebra di Lebesgue. Se per un dato {\displaystyle p} tale che {\displaystyle 1\leq p\leq +\infty } la funzione {\displaystyle f} soddisfa:
{\displaystyle \int _{K}|f|^{p}\,\mathrm {d} x<+\infty ,}
ossia appartiene allo spazio {\displaystyle L^{p}(K)} per tutti i sottoinsiemi compatti di {\displaystyle \Omega }, allora {\displaystyle f} è localmente {\displaystyle p}-integrabile. L'insieme di tutte le funzioni di questo tipo si indica con {\displaystyle L_{\mathrm {loc} }^{p}(\Omega )}.

## Proprietà

### Completezza dello spazio metricoLploc
Lo spazio {\displaystyle L_{\mathrm {loc} }^{p}} è uno spazio metrico completo per {\displaystyle p\geq 1}. La sua topologia può essere generata dalla famiglia di metriche:
{\displaystyle d(u,v)=\sum _{k\geq 1}{\frac {1}{2^{k}}}{\frac {\Vert u-v\Vert _{p,\omega _{k}}}{1+\Vert u-v\Vert _{p,\omega _{k}}}},\qquad u,v\in L_{\mathrm {loc} }^{p}(\Omega ),}
dove {\displaystyle \{\omega _{k}\}_{k\geq 1}} è una famiglia di insiemi non vuoti tale che:
- {\displaystyle \omega _{k}\subsetneq \omega _{k+1}}, ossia {\displaystyle \omega _{k}} è strettamente incluso in {\displaystyle \omega _{k+1}}.
- {\displaystyle \bigcup _{k}\omega _{k}=\Omega }.
- Le funzioni {\displaystyle \Vert \cdot \Vert _{p,\omega _{k}}\colon L_{\mathrm {loc} }^{p}(\Omega )\to \mathbb {R} ^{+}}, con {\displaystyle k\in \mathbb {N} }, sono una famiglia indicizzata di seminorme definita come:

{\displaystyle {\Vert u\Vert _{p,\omega _{k}}}=\int _{\omega _{k}}|u|^{p}\,\mathrm {d} x,\qquad \forall \,u\in L_{\mathrm {loc} }^{p}(\Omega ).}

### Lpcome sottospazio diLplocperp≥ 1
Ogni funzione {\displaystyle f\in L^{p}}, dove {\displaystyle 1\leq p\leq +\infty } e {\displaystyle \Omega } è un aperto di {\displaystyle \mathbb {R} ^{n}}, è localmente integrabile.
Per mostrare questo fatto, data la semplicità del caso {\displaystyle p=1} si assume nel seguito {\displaystyle 1<p\leq +\infty }. Considerando la funzione indicatrice {\displaystyle \chi _{k}} del sottoinsieme compatto {\displaystyle K\subset \Omega }, si ha:
{\displaystyle \left|{\int _{\Omega }|\chi _{K}|^{q}\,\mathrm {d} x}\right|^{1/q}=\left|{\int _{K}\mathrm {d} x}\right|^{1/q}=|\mu (K)|^{1/q}<+\infty ,}
dove {\displaystyle q} è un numero positivo tale che {\displaystyle 1/p+1/q=1} per un dato {\displaystyle 1\leq p\leq +\infty }, e {\displaystyle \mu (K)} è la misura di Lebesgue di {\displaystyle K}. Allora, per la disuguaglianza di Hölder il prodotto {\displaystyle f\chi _{K}} è una funzione integrabile, ossia appartiene a {\displaystyle L^{1}(\Omega )} e:
{\displaystyle {\int _{K}|f|\,\mathrm {d} x}={\int _{\Omega }|f\chi _{K}|\,\mathrm {d} x}\leq \left|{\int _{\Omega }|f|^{p}\,\mathrm {d} x}\right|^{1/p}\left|{\int _{K}\mathrm {d} x}\right|^{1/q}=\|f\|_{p}|\mu (K)|^{1/q}<+\infty .}
Quindi {\displaystyle f\in L_{\mathrm {loc} }^{1}(\Omega )}. Si nota che dal momento che vale:
{\displaystyle {\int _{K}|f|\,\mathrm {d} x}={\int _{\Omega }|f\chi _{K}|\,\mathrm {d} x}\leq \left|{\int _{K}|f|^{p}\,\mathrm {d} x}\right|^{1/p}\left|{\int _{K}\mathrm {d} x}\right|^{1/q}=\|f\|_{p}|\mu (K)|^{1/q}<+\infty .}
Il teorema si applica anche quando {\displaystyle f} appartiene solo allo spazio delle funzioni localmente {\displaystyle p}-integrabili, e pertanto si ha come corollario che ogni funzione {\displaystyle f\in L_{\mathrm {loc} }^{p}}, dove {\displaystyle 1<p\leq +\infty }, è localmente integrabile, ovvero appartiene a {\displaystyle f\in L_{\mathrm {loc} }^{1}}.

## Esempi
- Ogni funzione integrabile (globalmente) in {\displaystyle U} è localmente integrabile, cioè:

{\displaystyle L^{1}(U)\subset L_{\mathrm {loc} }^{1}(U).}
- Più generalmente, ogni funzione in {\displaystyle L^{p}(U)}, con {\displaystyle 1\leq p\leq +\infty } è localmente integrabile:

{\displaystyle L^{p}(U)\subset L_{\mathrm {loc} }^{1}(U).}
- La funzione costante a {\displaystyle 1} definita sulla retta reale è localmente integrabile, ma non globalmente. Più generalmente, le funzioni continue sono localmente integrabili.
- La funzione {\displaystyle f(x)=1/x} per {\displaystyle x\neq 0} e {\displaystyle f(0)=0} non è localmente integrabile su {\displaystyle \mathbb {R} }, perché la condizione cade negli intervalli contenenti l'origine, mentre la sua restrizione a {\displaystyle (0,+\infty )}appartiene a {\displaystyle L_{\mathrm {loc} }^{1}(0,+\infty )}.[1]